# یوهانس پتر مولر
یوهانس پتر مولر (آلمانی: Johannes Peter Müller؛ زاده ۱۴ ژوئیهٔ ۱۸۰۱ درگذشته ۲۸ آوریل ۱۸۵۸) یک دانشمند در زمینه فیزیولوژی اهل آلمان بود.